# Jérusalem : Les Trois Chemins de la ville sainte
Jérusalem : Les Trois Chemins de la ville sainte est un jeu vidéo d'aventure à dimension éducative développé par Arxel Tribe et la Réunion des musées nationaux et édité par Cryo Interactive en 2002 sur ordinateurs PC et Macintosh. Il forme la suite du jeu Pompéi.

## Synopsis
Le jeu forme la seconde aventure de l'archéologue Adrian Blake, qui voyage dans le temps à la recherche d'un moyen de retrouver sa fiancée. Cette aventure se déroule à Jérusalem en 1552. Adrian Blake apprend par le gouverneur de la ville qu'un voleur s'est introduit chez lui dans la nuit pour y kidnapper sa fille et y voler une relique inestimable, la dague d'Abraham. La disparition de l'objet risque de remettre en cause la cohabitation, jusqu'à présent paisible, entre les trois communautés religieuses, juive, chrétienne et musulmane, dans la ville sainte. Il revient donc à Adrian Blake d'enquêter et de retrouver la dague et la fille du gouverneur.

## Principe du jeu
Jérusalem est un jeu d'aventure sur le mode du pointer et cliquer. Le joueur évolue dans un environnement modélisé en images de synthèse où il peut regarder autour de lui à 360°. Le curseur reste en permanence au centre de l'écran, et change de forme selon l'action possible dans la zone de l'écran qu'il survole (se déplacer, saisir un objet, parler à un personnage). Les objets trouvés par Adrian sont stockés dans un inventaire qui peut être affiché ou masqué à volonté. La majorité du jeu se déroule en vision subjective, mais quelques séquences se font en vision à la troisième personne. La progression du jeu repose sur l'exploration de la ville de Jérusalem, sur les dialogues avec les personnages et sur la résolution d'énigmes. Elle est ponctuée de scènes cinématiques. Outre le jeu proprement dit, le programme contient une encyclopédie de 75 fiches consacrées à la Jérusalem du XVIe siècle et dont la consultation est nécessaire pour résoudre certaines énigmes du jeu.

## Histoire éditoriale
Aux États-Unis, la série Pompéi et Jérusalem est commercialisée sous le nom Timescape ; le titre anglais du jeu est tantôt Jerusalem: The Three Roads to the Holy Land, tantôt Jerusalem: The Holy City.
Après la faillite de Cryo Interactive en 2002, les droits sur l'ensemble de son ancien catalogue sont rachetés par Microïds en octobre 2008.